# Zygmunt Dobrosz
Zygmunt Dobrosz (ur. 24 sierpnia 1947) – polski lekkoatleta, który specjalizował się w skoku o tyczce.
Brązowy medalista europejskich igrzysk juniorów z 1966 roku. W 1970 zajął drugie miejsce podczas mistrzostw Polski. Uczestnik konkursu skoku o tyczce podczas letniej uniwersjady w Turynie (1970). Z wynikiem 4,80 uplasował się wówczas na ósmej pozycji. Dziewiąty zawodnik halowych mistrzostw Europy, które w 1971 gościła Sofia. Osiem razy bronił barw narodowych w meczach międzypaństwowych (w latach 1969–1970). Dwukrotny rekordzista Polski - 17 maja 1970 w Zabrzu uzyskał wynik 5,10, a niespełna miesiąc później, 6 czerwca we Wrocławiu, poprawił ten rezultat skacząc na wysokość 5,12. Startował w barwach AZSu Wrocław. 